# Helsingin Sanomat
Helsingin Sanomat (en español, Noticias de Helsinki) es un periódico de información general de Finlandia. Está realizado en tabloide y cuenta con una circulación de aproximadamente 420.000 ejemplares durante la semana, especialmente en el Área Metropolitana de Helsinki, y es el periódico con mayores subscripciones de los países Nórdicos.
Coloquialmente, se denomina al diario con abreviaciones como HS o Hesari.

## Historia
Los orígenes del periódico se encuentran en 1889, año en que apareció el diario Päivälehti, entre cuyos fundadores se encontraba el escritor Juhani Aho. En ese tiempo Finlandia era un Gran Ducado bajo el poder del Zar de Rusia y tuvo muchas complicaciones dada su posición favorable a la independencia de la región y a su línea editorial de carácter liberal, hasta que en 1904 fue cerrado permanentemente por no lamentar el asesinato de Nikolai Bobrikov, político ruso, a manos de un activista finlandés.
Sus propietarios decidieron reabrir el periódico un año después, y así surgió en 1905 el Helsingin Sanomat. El diario mantuvo su línea favorable a la independencia del país. Cuando ésta se logró en 1918, el periódico adoptó una línea de carácter liberal. Finalmente, a partir de 1930 el periódico se declaró independiente y no adscrito a ninguna línea política concreta, manteniendo un carácter neutral. Dicha línea editorial se conserva desde entonces. Helsingin Sanomat también muestra en ocasiones una tendencia abiertamente europea, mostrándose a favor del ingreso del país en la Unión Europea o en otros organismos como la OTAN.
Dirigido por la familia de negocios Erkko durante gran parte de su historia, actualmente pertenece a la empresa Sanoma.

## Servicios de Helsingin Sanomat
El diario lanza mensualmente un suplemento llamado Kuukausiliite, y una revista semanal dedicada a la televisión y entretenimiento llamada Nyt.
El diario posee además una edición en Internet en finés. Incluye desde 1999 una edición internacional en inglés, que a pesar de haberse lanzado provisionalmente para informar de la presidencia finlandesa de la UE a usuarios extranjeros, contó con un mayor éxito del esperado y se mantuvo en marcha.

## Curiosidades
- En 1938, durante la Guerra de Invierno, Eljas Erkko fue a su vez director de Helsingin Sanomat y ministro de Asuntos Exteriores de Finlandia. Abandonó la dirección del diario poco tiempo después.